# Mechanizm Clarke’a-Grovesa
Mechanizm Clarke’a-Grovesa − system bodźców stosowany w celu skłonienia konsumenta do wybierania raczej dobra publicznego, gwarantując mu uzyskanie premii, równej zewnętrznej korzyści ujawnionej przez innych konsumentów. Ponieważ, kiedy konsument wybiera dobro publiczne, to płacą za nie, tworząc zewnętrzną korzyść. Dlatego skłania to konsumenta do zgłaszania popytu mniejszego od optimum społecznego.